# Наим Фрашери
Наим Фрашери (алб. Naim Frashëri; Фрашер, 25. мај 1846 — Истанбул, 20. октобар 1900) био је песник и једна од важнијих личности албанског народног препорода током 19. века.
Од свих књига које је написао, 22 се сматрају његовим главним делима, од којих су четири на турском језику, једна на персијском, две на грчком и петнаест на албанском језику.
Лик Наима Фрашерија се налазио на полеђини новчанице од 500 лека у периоду 1992—1996. и на полеђини новчанице од 200 лека у периоду после 1996. године.

## Галерија
- Новчаница из 1997. са ликом Наима Фрашерија.
- Споменик Наиму Фрашерију у Тирани.